# Kleiner Jugan
Der Kleine Jugan (russisch Ма́лый Юга́н; Maly Jugan) ist ein rechter Nebenfluss des Großen Jugan im Autonomen Kreis der Chanten und Mansen in Westsibirien.

## Flusslauf
Der Kleine Jugan hat sein Quellgebiet in der Wassjuganje. Er fließt in überwiegend nordwestlicher Richtung durch das Westsibirische Tiefland. Er weist dabei zahllose enge Flussschlingen auf.
Der Kleine Jugan hat eine Länge von 521 km. Er entwässert ein Areal von 10.200 km².

## Hydrologie
Der Fluss wird überwiegend von der Schneeschmelze gespeist. Im Mai und Juni führt er Hochwasser. In den Monaten September und Oktober führt er dank Niederschlägen ebenfalls relativ viel Wasser. Zwischen Oktober und Ende April ist der Kleine Jugan üblicherweise eisbedeckt.